# Kristian Nairn
Kristian Nairn, född den 25 november 1975 i Lisburn på Nordirland, är en irländsk skådespelare och DJ från Belfast,  Nordirland. Han är mest känd för sin roll som Hodor i TV-serien Game of Thrones. Nairn är 208 cm lång.

## Biografi
Nairn har varit skådespelare sedan 2011. I TV-serien Game of Thrones spelade han rollen som den mentalt nedsatta och godmodiga Hodor, som var hans första roll. Nairn tjänade tillräckligt för att köpa ett hus till sin mamma.
År 2018 avslöjades att Kristian Nairn skulle vara med i en reklamkampanj för eToro. Denna kampanj startades på YouTube i oktober 2018 och inkluderade internet-memen HODL.
I mars 2014 kom han ut som homosexuell.

## DJ-karriär
Kristian Nairn arbetar annars som DJ. I synnerhet arbetade han på Belfasts gayklubb "Kreml" i mer än tio år. År 2014 turnerade han i Australien, med Rave of Thrones, med musikaliska teman och kostymer från TV-serien Game of Thrones, som gjorde honom känd. I slutet av 2017 agerade han förband till Dimitri Vegas & Like Mike i Antwerpen. Han var även DJ för BlizzCon:s födelsedagsfest 2016 och BlizzCon:s examensfest 2018. Nairn är också en väletablerad gitarrist. Under Hellfest-festivalen i Clisson, Frankrike i juni 2018, fick han chansen att gå bakom kulisserna med Megadeth.

## Filmografi (i urval)
| År        | Titel                                | Roll           |                      |
| --------- | ------------------------------------ | -------------- | -------------------- |
| 2011–2016 | Game of Thrones                      | Hodor          | TV-serie, 24 avsnitt |
| 2012–2013 | Ripper Street                        | Barnaby Silver | TV-serie, 2 avsnitt  |
| 2014      | Treasure Trapped                     | Han själv      | Dokumentation        |
| 2015      | The Four Warriors - The final battle | Baliphar       |                      |
| 2016      | Mythica: Godslayer                   | god Tek        |                      |
| 2018      | The Rookie                           | Wallace        | TV-serie, 1 avsnitt  |